# Ella Gjømle
Ella Gjømle in Berg (Porsgrunn, 29 maggio 1979) è un'ex fondista norvegese.
È moglie del saltatore con gli sci Øyvind Berg, a sua volta sciatore nordico di alto livello; in seguito al matrimonio aggiunse al proprio il cognome del marito e gareggiò come Ella Gjømle Berg.

## Biografia
In Coppa del Mondo esordì il 2 febbraio 2000 a Trondheim (63ª), ottenne il primo podio il 18 febbraio 2004 a Stoccolma (3ª) e la prima vittoria il 6 marzo successivo a Lahti.
In carriera prese parte a un'edizione dei Giochi olimpici invernali, Torino 2006 (29ª nella 30 km, 6ª nella sprint, 4ª nella sprint a squadre), e a due dei Campionati mondiali (9ª nella sprint a Oberstdorf 2005 il miglior risultato).

## Palmarès

### Coppa del Mondo
- Miglior piazzamento in classifica generale: 11ª nel 2006
- 13 podi (7 individuali, 6 a squadre[2]):
  - 6 vittorie (1 individuale, 5 a squadre)
  - 1 secondo posto (a squadre)
  - 6 terzi posti (individuali)

#### Coppa del Mondo - vittorie
| Data             | Località    | Nazione   | Spec.                                                                       |
| ---------------- | ----------- | --------- | --------------------------------------------------------------------------- |
| 6 marzo 2004     | Lahti       | Finlandia | TS TC (con Hilde Gjermundshaug Pedersen)                                    |
| 5 dicembre 2004  | Berna       | Svizzera  | TS TL (con Marit Bjørgen)                                                   |
| 15 dicembre 2004 | Asiago      | Italia    | TS TL (con Marit Bjørgen)                                                   |
| 20 novembre 2005 | Beitostølen | Norvegia  | 4x5 km (con Vibeke Skofterud, Hilde Gjermundshaug Pedersen e Marit Bjørgen) |
| 22 gennaio 2006  | Oberstdorf  | Germania  | SP TC                                                                       |
| 29 ottobre 2006  | Düsseldorf  | Germania  | TS TL (con Marit Bjørgen)                                                   |

Legenda:

TC = tecnica classica

TL = tecnica libera

SP = sprint

TS = sprint a squadre